# Nullabora flavoguttata
Nullabora flavoguttata es una especie de mantis de la familia Mantidae. Es el único miembro del género monotípico Nullabora.

## Distribución geográfica
Se encuentra en Australia.